# Reignac (Charente)
Reignac település Franciaországban, Charente megyében. Lakosainak száma 715 fő (2022. január 1.). Reignac Barbezieux-Saint-Hilaire, Condéon, Salles-de-Barbezieux, Le Tâtre és Montmérac községekkel határos.

## Népesség
A település népessége az elmúlt években az alábbi módon változott:
| Lakosok száma | 636  | 605  | 606  | 620  | 669  | 713  | 747  | 761  | 741  | 715  |
|               | 1968 | 1982 | 1990 | 2006 | 2013 | 2015 | 2017 | 2019 | 2020 | 2022 |